# قضية إجهاض فتاة برازيلية في عام 2009
في عام 2009 أصبحت فتاة برازيلية في التاسعة من عمرها حامل بتوأم؛ فقامت والدة الفتاة بتدبير عملية إجهاضٍ لها، وعندما عَلم رئيس الأساقفة خوسيه سوبرينو قام بِنبذٍ كلاً من والدة الفتاة والأطباء الذين قاموا بعملية الإجهاض كنسياً؛ وقد أدي ذلك  القرار إلي العديد من الانتقادات من الجانب الوطني والدولي ضد تصرفات الأساقفة.  رداً علي ذلك أعلن المؤتمر الوطني لأساقفة البرازيل إنكاره لهذا القرار وأنه لم يتم نبذ أي شخصٍ من الكنيسة، وفي مقال نُشر في صحيفة المراقب الروماني؛ قام فيه بابا الفاتيكان بتوبيخ رئيس أسافقة البرازيل هذا علي في بيانه العلني.

## القانون

### القانون المدني
الإجهاض القانوني بموجب القانون البرازيلي في حالات الحمل الناتجة عن الاغتصاب أو التي تؤدي فيها الولادة إلي تعريض حياه الأم الخطر.

### القانون الكنسي
ينص القانون الكنسي علي أن الطرد التلقائي يفرض علي الشخص الذي يقوم بالإجهاض التام ولكن ليس إذا كان الفعل على سبيل المثال قد تم القيام به من قبل شخص تم إكراهه بالخوف الشديد حتي لو كان فقط خطر نسبيا أو بسبب الضرورة أو الإزعاج الخطير ما لم يكن الفعل شريرا في جوهره أو فيه ميل إلي إيذاء الأرواح.

## عملية الإجهاض
أجري أطباء في ريسيفي عملية إجهاض الفتاة البالغة من العمر تسع سنوات في الرابع من مارس 2009 وحكموا علي حياتها بأنها معرضة للخطر بسبب عمرها ولأنها حامل بتوأم ووزنهما 80 كيلو. ووفقا لفاطمة مايا مديرة المستشفي إذا استمر الحمل فقد تعاني الطفلة من تمزق ف الرحم ونزيف، كما أنها قد تواجه خطر الإصابة بمرض السكري وارتفاع ضغط في ضغط الدم وتسمم الحمل والعقم مدي الحياة. وقد زعم أنها تعرضت للاغتصاب علي يد زوج أمها.

## ردة فعل الحكومة
انتقد الرئيس لويز إيناسيو لولا دا سيلفا وهو كاثوليكي، ما أسماه «الموقف المحافظ» من رئيس الأساقفة في حالة كان الأطباء يحاولون إنقاذ حياة الفتاة، مضيفًا: «في هذه الحالة، كانت مهنة الطب أكثر حقًا من الكنيسة».
وصف وزير الصحة خوسيه غوميز تيمبوراو ما أسماه موقف الكنيسة الكاثوليكية بأنه "متطرف وراديكالي وغير مناسب، وكان قد اشتبك بشكل متكرر مع الكنيسة حول أسئلة مثل الإجهاض وتوزيع الدولة للعازل الذكري المجاني ودعا المشاركين في مؤتمر وطني حول صحة المرأة إلى الاعتراف بالعمل "الرائع" الذي قام به الفريق الطبي الذي أجرى الإجهاض.